# 侧耳科
侧耳科（Pleurotaceae）是担子菌门下伞菌目的一科中小型的蘑菇，其中最常见的是食用平菇。